# Militära grader i Schweiz

Schweizer Armee

Militära grader i Schweiz visar rangordningen i den schweiziska försvarsmakten - Schweizer Armee.

## Soldater
- Rekrut (rekryt) bär ingen gradbeteckning

Soldat menig
Gefreiter menig 1kl
Obergefreiter vicekorpral ställföreträdande gruppchef

## Underofficerare

Korporal korpral teknisk specialist
Wachtmeister sergeant gruppchef
Oberwacht- meister förste sergeant ställföreträdande plutonchef

## Högre underofficerare

Stabsadjutant regements- förvaltare bataljonsnivå
Hauptadjutant regements- förvaltare brigadnivå
Chefadjutant regements- förvaltare högre nivå

Feldweibel fanjunkare tekniskt kompanibefäl
Fourier fanjunkare kompani- kvartermästare
Hauptfeldweibel förvaltare kompaniadjutant
Adjutant-Unteroffizier förvaltare plutonchef

- Stabsadjutant
regements-
förvaltare
 bataljonsnivå
- Hauptadjutant
regements-
förvaltare
 brigadnivå
- Chefadjutant
regements-
förvaltare
 högre nivå

## Fackofficerare

Fachofficer

En fackofficer är en person som utbildats till soldat eller underofficer, men placerats i en icke truppförande officersbefattning på grundval av sina civila yrkeskunskaper. En fackofficer kan fylla officersbefattningar från fänriks till och med överstes nivå.

## Officerare

Brigadier brigadgeneral brigadchef
Divisionär generalmajor militärbefälhavare
Korps- kommandant generallöjtnant chef för försvarsmakten, armén, flygvapnet

Leutnant fänrik plutonchef
Oberleutnant löjtnant plutonchef
Hauptmann kapten kompanichef

Major major ställföreträdande  bataljonschef
Oberstleutnant överstelöjtnant bataljonschef
Oberst överste ställföreträdande  brigadchef

- Brigadier
brigadgeneral
brigadchef
- Divisionär
generalmajor
militärbefälhavare
- Korps-
kommandant
generallöjtnant
chef för försvarsmakten, armén, flygvapnet

## Överbefälhavare
Vid krigsfall eller allmän mobilisering väljer den schweiziska förbundsförsamlingen en överbefälhavare med generals grad.

General general överbefälhavare